# پارامجیت سینگ (دونده)
پارامجیت سینگ (انگلیسی: Paramjit Singh؛ زادهٔ ۲۲ اوت ۱۹۷۱) دونده سرعت اهل هند بود. وی در بازی‌های المپیک تابستانی ۲۰۰۰ شرکت کرده‌است.